# Кагельмахер, Гари
Га́ри Кагельма́хер (исп. Gary Kagelmacher; 21 апреля 1988, Монтевидео) — уругвайский футболист немецкого происхождения, защитник клуба «Универсидад Католика».

## Биография

### Клубная карьера
Первым клубом Кагельмахера был столичный «Данубио». До 2006 года Гари играл в молодёжной команде, затем был приглашён в основную. В чемпионате Уругвая он сыграл лишь один матч и в сезоне 2006/07 стал чемпионом страны.
Летом 2007 игрока арендовал фарм-клуб мадридского «Реала» — «Реал Мадрид Б». В сезоне 2007/08 в Сегунде B Кагельмахер провёл 27 матчей и забил 2 гола. После этого «Мадрид» выкупил у «Данубио» игрока и вновь отдал его в Кастилью. Свой единственный матч в Примере Гари сыграл 31 мая 2009 года. В 38-м туре во встрече с «Осасуной» он вышел на поле в стартовом составе и на 58-й минуте был заменён на Маркоса Тебара.
С 2010 по 2011 год уругваец играл в «Жерминаль Беерсхоте» на правах аренды, а с 2011 по 2012 уже был полноценным футболистом «Беерсхота».
В январе 2012 года было объявлено, что «Монако» купил Кагельмахера за 1,5 млн евро.
В начале сентября 2013 года игрок на правах аренды перешёл в «Валансьен». Соглашение было рассчитано на один сезон.
30 июня 2014 года Гари согласился на трёх-летний контракт с командой «Мюнхен 1860», играющей во Второй Бундеслиги. Свой первый гол Гари забил только 8 марта 2015 года в проигранном матче с командой «Сандхаузен».
1 июля 2015 года на сезон 2016/2017 Гари перешёл в израильский клуб «Маккаби» из города Хайфа.

### В сборной
В 2005 году Гари Кагельмахер участвовал в юношеском чемпионате мира, на турнире он провёл 3 матча. Через два года Гари поехал на молодёжный чемпионат мира, сыграл 4 матча, но особого успеха опять не добился.

## Статистика

### Клубная
| Выступление        | Выступление      | Выступление      | Лига | Лига | Кубок | Кубок | Континент | Континент | Другие | Другие | Итого | Итого |
| Клуб               | Лига             | Сезон            | Игры | Голы | Игры  | Голы  | Игры      | Голы      | Игры   | Голы   | Игры  | Голы  |
| ------------------ | ---------------- | ---------------- | ---- | ---- | ----- | ----- | --------- | --------- | ------ | ------ | ----- | ----- |
| Данубио            | Примера          | 2007/08          | 2    | 0    | 2     | 0     | —         | —         | —      | —      | 4     | 0     |
| Данубио            | Итого            | Итого            | 2    | 0    | 2     | 0     | —         | —         | —      | —      | 4     | 0     |
| Реал Мадрид        | Ла-Лига          | 2008/09          | 1    | 0    | 0     | 0     | —         | —         | —      | —      | 1     | 0     |
| Реал Мадрид        | Итого            | Итого            | 1    | 0    | 0     | 0     | —         | —         | —      | —      | 1     | 0     |
| Беерсхот           | Жюпиле           | 2010/11          | 27   | 3    | 4     | 0     | —         | —         | —      | —      | 31    | 3     |
| Беерсхот           | Жюпиле           | 2011/12          | 19   | 4    | 3     | 0     | —         | —         | —      | —      | 22    | 4     |
| Беерсхот           | Итого            | Итого            | 46   | 7    | 7     | 0     | —         | —         | —      | —      | 53    | 7     |
| Монако             | Лига 2           | 2011/12          | 17   | 0    | 0     | 0     | —         | —         | —      | —      | 17    | 0     |
| Монако             | Лига 2           | 2012/13          | 34   | 3    | 2     | 0     | —         | —         | —      | —      | 36    | 3     |
| Монако             | Итого            | Итого            | 51   | 3    | 2     | 0     | —         | —         | —      | —      | 53    | 3     |
| Валансьен (аренда) | Лига 1           | 2013/14          | 31   | 0    | 1     | 0     | —         | —         | 1      | 0      | 33    | 0     |
| Валансьен (аренда) | Итого            | Итого            | 31   | 0    | 1     | 0     | —         | —         | 1      | 0      | 33    | 0     |
| Мюнхен 1860        | 2.Бундеслига     | 2014/15          | 26   | 2    | 1     | 0     | —         | —         | 2      | 0      | 29    | 2     |
| Мюнхен 1860        | 2.Бундеслига     | 2015/16          | 32   | 1    | 3     | 0     | —         | —         | 0      | 0      | 35    | 1     |
| Мюнхен 1860        | Итого            | Итого            | 58   | 3    | 4     | 0     | —         | —         | 2      | 0      | 64    | 3     |
| Всего за карьеру   | Всего за карьеру | Всего за карьеру | 189  | 13   | 16    | 0     | 0         | 0         | 3      | 0      | 208   | 13    |

## Достижения
- Чемпион Уругвая (2): 2006/07, 2021
- Победитель Лиги 2 (1): 2012/13